# Peter Sesselmann
Peter Sesselmann (* 10. Oktober 1940; † 1. November 2013) war ein deutscher Fußballspieler. In den 1960er Jahren spielte er für die BSG Motor Steinach in der DDR-Oberliga, der höchsten Spielklasse im DDR-Fußball.

## Sportliche Laufbahn
Mit fünf Spielen und einem Tor in der zweitklassigen I. DDR-Liga begann für den 18-jährigen Peter Sesselmann in der Saison 1959 (Kalenderjahr-Spielzeit) seine Karriere bei der Betriebssportgemeinschaft (BSG) Motor Steinach. Die BSG Motor war zuvor aus der II. DDR-Liga aufgestiegen, schaffte aber nicht den Klassenerhalt. Es folgten zwei Spielzeiten in der Drittklassigkeit, ehe Sesselmann 1961/62 (Rückkehr zum Sommer-Frühjahr-Spielrhythmus) mit Steinach wieder in die I. DDR-Liga zurückkehrte. Überraschend schaffte die BSG Motor den Durchmarsch bis zum Aufstieg in die DDR-Oberliga, an dem Sesselmann mit 14 Einsätzen in 26 Ligaspielen und mit fünf Toren beteiligt war. Die Steinacher Überraschungsmannschaft konnte sich zwei Spielzeiten lang in der Oberliga halten. Sesselmann kam in der Saison 1963/64 in 16 Punktspielen als Stürmer zum Einsatz, wobei er in der Hinrunde sechs Spiele pausieren musste und danach nur noch sporadisch aufgeboten wurde. Er erzielte zwei Tore. In der Abstiegssaison 1964/65 kam er nur am 6. Spieltag zum Einsatz, danach spielte er bis zur Saison 1966/67 nicht mehr für die 1. Mannschaft. 1966/67 spielte Motor Steinach mittlerweile das zweite Jahr in der DDR-Liga, in der jetzt 30 Spiele zu absolvieren waren. Davon bestritt Sesselmann zwölf Partien, ohne zu einem Torerfolg zu kommen. Erst in der Spielzeit 1967/68 gelang es ihm, sich mit 27 Ligaeinsätzen in die Stammelf zu spielen und wurde zudem mit seinen zehn Treffern hinter Günter Queck (14) zweitbester Torschütze der Steinacher. Anschließend verschwand Sesselmann wieder aus dem DDR-Liga-Kader der BSG Motor. Nachdem er in der Saison 1970/71 noch ein letztes Mal in einem Ligaspiel mitgewirkt hatte, beendete er seine Laufbahn im höherklassigen Fußball. Zwischen 1959 und 1971 hatte er 17 Oberligaspiele (zwei Tore) und 59 DDR-Liga-Spiele (16 Tore) bestritten.

## Hinweis
1. ↑  Das DFB-Datencenter listet Peter Sesselmann auch am 8. Spieltag auf, verwechselt ihn aber offensichtlich mit Rainer Sesselmann. Die meisten Printmedien gehen von einem Einsatz am 6. Spieltag aus.

| Personendaten    | Personendaten            |
| ---------------- | ------------------------ |
| NAME             | Sesselmann, Peter        |
| KURZBESCHREIBUNG | deutscher Fußballspieler |
| GEBURTSDATUM     | 10. Oktober 1940         |
| STERBEDATUM      | 1. November 2013         |